# Liopropoma aragai
Liopropoma aragai là một loài cá biển thuộc chi Liopropoma trong họ Cá mú. Loài này được mô tả lần đầu tiên vào năm 1988.

## Phân bố và môi trường sống
L. aragai có phạm vi phân bố rải rác ở Tây Thái Bình Dương. Loài cá này được tìm thấy ở ngoài khơi Okinawa, thuộc quần đảo Ryukyu (Nhật Bản) và ngoài khơi đảo Đài Loan.

## Mô tả
Chiều dài cơ thể tối đa được ghi nhận ở L. aragai là 16,5 cm.
Số gai ở vây lưng: 8; Số tia vây mềm ở vây lưng: 12; Số gai ở vây hậu môn: 3; Số tia vây mềm ở vây hậu môn: 8; Số tia vây mềm ở vây ngực: 15.